# 梅雨と西洋風呂
『梅雨と西洋風呂』（ばいうとせいようぶろ）は、松本清張の長編推理小説。「黒の図説」第6話として『週刊朝日』に連載され（1970年7月17日号 - 12月11日号）、1971年5月に光文社（カッパ・ノベルス）から刊行された。

## あらすじ
水尾市で酒醸造業を営む鐘崎義介は、市政新聞「民知新聞」を創刊、市政批判で人気を売り、市会議員に当選した。保守政党の憲友党内の反主流派として市政批判を継続する義介のもとを、食い詰め者の土井源造が訪ね、面接した義介は源造を民知新聞社で採用する。
二年余りが経ち、義介は新聞のつくり方に慣れた源造を編集長に任命、源造の働きあって義介は市会議員に再選を果たすが、繁華街の割烹で、次の市長選挙では現市長は出馬しないかもしれないという噂を耳にする。市政主流派の宮山晋治郎が次期市長に立候補するのではないかと思った義介は、源造を現市長に当たらせ反応を探る一方、県連の幹部に会って様子をつかむため、県庁所在地の雲取市に出張する。雲取市内の波津温泉に宿をとった義介は、旅館の女中の手引きでトンネル・バーに導かれ、若い美女との「恋愛」を斡旋される。カツ子と名乗った女性と義介の交渉が成立し、ピンクの西洋風呂に入るよう促される。
義介はこれまで考えてもみなかった若い女の身体に夢中になり、雲取市への出張回数が急に増えた。鈍重な土井源造は義介の変化に何も気づくふうでなかった。民知新聞に身が入らなくなった義介は、新聞の実務を源造に依存するようになる。その間、義介の気づかない変化が周囲に起こっていた。

## 主な登場人物
鐘崎義介
鐘崎酒造の社長であり、水尾市の市政新聞「民知新聞」の社長兼主筆。
土井源造
民知新聞に3年前に採用され、編集長になる。口下手で不器用。
浦部カツ子
波津温泉のアパートの若い女性。
お政
水尾市の繁華街の割烹「陣屋」の女中頭。
宮山晋治郎
水尾市の市会議長。県の幹部に取り入り市政主流派のボスとなる。
田所義俊
県議会議長で憲友党の県連副会長。和尚のような顔をしている。
小柳金次
小柳運送を営む、竜門組の組長。お政の別れた亭主。
鐘崎泰子
義介の妻。身体が弱くいつも蒼い顔をしている。

## エピソード
- 作中で触れられる「「浴槽の花嫁」という西洋犯罪実話」[1]は、牧逸馬が1930年に発表した『世界怪奇実話』の一編で、清張は『フェーマス・トライアルズ』収録の法廷弁護士エリック・R・ワトソンによる刑事裁判記録と読み比べて「牧のは資料的にも内容に手を抜いていないからたいしたものだ。こういうものになると牧逸馬は一層生彩を放つ」と評している[2]。
- 推理小説研究家の山前譲は「犯人が弄したアリバイ・トリックは、松本氏が作品のそこかしこで関心を見せている法医学の知見をもとにしたもの」であり「1976年から78年にかけて週刊誌に連載された長編ミステリーでも、発想の同じトリックが用いられている。そしていっそう大胆な設定となっているのに驚かされた」と述べている[3]。